# Feministische Linguistik
Die feministische Linguistik oder feministische Sprachwissenschaft ist eine sozialwissenschaftliche Disziplin, welche Sprache und Sprachgebrauch unter feministischen Gesichtspunkten analysiert und beurteilt. Ihr Ursprung liegt wie bei der Frauenforschung im englischen Sprachraum. In der zweiten Hälfte des 20. Jahrhunderts entstand in den USA im Zuge der feministischen Bewegung ein verstärktes wissenschaftliches Interesse am unterschiedlichen Sprachgebrauch der Geschlechter. Wegweisend waren Language and Women’s Place (1973) von Robin Lakoff, Male/Female Language (1975) von Mary Richie Key (1924–2003) und Language and Sex (1975) von Nancy Henley (1934–2016). Anders als die Linguistik (Sprachwissenschaft) versteht sich die feministische Linguistik selbst nicht nur als beschreibende (deskriptive), sondern auch als intervenierende Wissenschaft und damit als Teil einer politisch-sozialen Bewegung, die Sprache und Sprachgebrauch anhand von soziologischen und politischen Kriterien kritisiert. Daher wird sie in der Sprachwissenschaft oft nicht als Teildisziplin wahrgenommen, sondern als feministische Sprachkritik aufgefasst (vergleiche den entsprechenden Abschnitt unter Sprachkritik).
Seit Mitte der 1980er Jahre haben sich zwei Themenschwerpunkte der feministischen Linguistik herauskristallisiert: die feministische Sprachanalyse (die Analyse des Sprachgebrauchs und der sprachlich transportierten Strukturen und Wertesysteme) und die feministische Konversationsanalyse (die Analyse geschlechtsspezifischer Kommunikationsformen und Sprachnormen).

## Feministische Analyse der deutschen Sprache
Abhängig von den bestehenden Möglichkeiten des jeweiligen Sprachsystems (Langue), neigt die feministische Linguistik in Bezug auf den Sprachgebrauch (Parole) entweder mehr zur Sichtbarmachung des biologischen/natürlichen Geschlechts von Personen (Sexus) oder mehr zu dessen Neutralisierung (Unsichtbarmachung). Weil im Deutschen die Movierung von maskulinen Personenbezeichnungen mit der weiblichen Wortendung -in sehr produktiv und allgemein möglich ist (Lehrer → Lehrerin), besteht die Sichtbarmachung im deutschen Sprachraum aus der vollständigen Beidnennung von maskuliner und femininer Form (Lehrer und Lehrerinnen) oder abgekürzten Schreibweisen mit Schrägstrich oder Genderzeichen (Lehrer/innen, Lehrer*innen). Neutrale Formen sind beispielsweise Lehrkraft oder Lehrpersonal.
Wichtige Autorinnen für die feministische Analyse der deutschen Sprache sind Senta Trömel-Plötz und Luise F. Pusch sowie Deborah Tannen für die Feministische Konversationsanalyse. Zusammen mit Pusch gilt Trömel-Plötz als Begründerin der deutschen feministischen Linguistik. Wegweisend waren ihr Text Linguistik und Frauensprache aus dem Jahr 1978 und ihre „aufsehenerregende Antrittsvorlesung“ als Professorin an der Universität Konstanz am 5. Februar 1979. Beide Frauen organisierten anschließend die „Arbeitsgruppe Feministische Linguistik“ innerhalb der Deutschen Gesellschaft für Sprachwissenschaft, die enormes Interesse fand und großen Zulauf hatte. Zu den Jahrestagungen in Regensburg und Passau kamen Frauen nicht nur aus der Linguistik, sondern aus allen Gebieten, die mit Sprache umgingen: Schriftstellerinnen, Journalistinnen, Lehrerinnen, Theologinnen, Politikerinnen und Juristinnen.

### Formgleichheit von generischem und spezifischem Maskulinum – unklares Genus-Sexus-Verhältnis
Die Feministische Linguistik richtet sich gegen den Gebrauch des generischen Maskulinums in der deutschen Sprache. Die Formen der Nomina und der zugehörigen Personal- und Possessivpronomina seien im Deutschen beim generischen Maskulinum mit denen des spezifischen Maskulinums (der Bezeichnung für einzelne Jungen oder Männer oder für Gruppen, die ausschließlich aus Jungen oder Männern bestehen) identisch. Dies führe zu der Notwendigkeit, komplizierte Paraphrasierungen vorzunehmen, wenn man verdeutlichen wolle, dass eine bestimmte Personenbezeichnung sich nur auf männliche Personen bezieht. Diese Umformungen würden – so die Analyse um 1980 – jedoch im realen Sprachgebrauch nur selten gemacht; dadurch bleibe unklar, ob eine grammatisch maskuline Personenbezeichnung als generisches oder als spezifisches Maskulinum gemeint sei. Diese Vermischung von generischem und spezifischem Maskulinum in der Sprachverwendung wurde anhand vieler empirischer Untersuchungen belegt. Eine Übersicht findet sich in Trömel-Plötz: Frauensprache: Sprache der Veränderung.
Durch die Doppelfunktion grammatisch maskuliner Personenbezeichnungen würden Frauen, so die Autorinnen dieser Studien,   systematisch „unsichtbar gemacht“. Während Männer bei Verwendung maskuliner Personenbezeichnungen immer gemeint seien, sei es bei solchen Bezeichnungen unklar, ob Frauen mitgemeint seien oder nicht. Dadurch entstehe ein so genannter male bias, der zum ständigen gedanklichen Einbezug von Männern, jedoch nicht von Frauen führe. Die Existenz dieses male bias wurde für den angelsächsischen Sprachraum – wenn auch die Genus-Sexus-Debatte auf die englische Sprache nur bedingt, d. h. auf den Umgang mit Pronomina, anwendbar ist – vielfach empirisch nachgewiesen. Empirische Untersuchungen für den deutschsprachigen Raum konnten die Resultate aus dem angelsächsischen Raum bestätigen.

### Diskriminierung von Frauen mit und in der Sprache
Viele Autorinnen der Feministischen Linguistik sehen in verschiedenen Bereichen eine latente Diskriminierung von Frauen innerhalb des deutschen Sprachsystems.  Wo Frauen nicht unsichtbar gemacht werden, würden sie als zweitrangig dargestellt oder systematisch abgewertet.
So setzten sich zum Beispiel in den 1970er und 1980er Jahren Feministinnen für die Nichtbenutzung des Wortes „Fräulein“ ein, weil dadurch eine Asymmetrie beseitigt werde, die darin bestehe, dass es kein männliches Gegenstück zu der diminutiven und insofern abwertenden Anredeform „Fräulein“ gebe. Frauen würden auch dadurch abgewertet, dass eine Frau, die gerne und viel spricht, als „Klatschtante“ bezeichnet werde, während ein Mann mit denselben Eigenschaften als „kommunikativ“ gelte, was eher positiv bewertet werde. Weitere abwertende Bezeichnungen für Frauen, für die es keine männlichen Gegenstücke gebe, seien „Blondine“, „Quotenfrau“ oder „Waschweib“.
Durch Metaphern und Redewendungen werden überholte Rollenklischees reproduziert. Der Germanist Michael Hausherr-Mälzer hält das Sprichwort für einen „Tummelplatz historischer wie aktueller Sexismen“, das in „noch auffälligerer, weil direkter Weise, als sprachliche Strukturen ein unverkennbares Zeugnis einer sexistischen Gesellschaft ablegt.“ Während Redewendungen wie „Sie ist ein ganzer Kerl“ für Frauen eine Statuserhöhung bedeuten, ist die Assoziation eines Mannes mit weiblichen Eigenschaften – etwa „Du benimmst dich wie ein Mädchen“ – eine Herabsetzung. Metaphern wie „ihren Mann stehen“ sind für Marlis Hellinger Beispiele „für die patriarchalische Regel, nach der das Weibliche als zweitrangige Kategorie gilt“. Das Sprichwort „Herren sind herrlich, Damen sind dämlich“ assoziiert Frauen mit dem Adjektiv dämlich, obwohl „dämlich“ auf Niederdeutsch „dämelen“, d. h. nicht recht bei Sinnen, zurückgeht und nichts mit der Etymologie von „Dame“ zu tun hat.
Auch die persönliche Anrede ist sexistisch geprägt. Während Frauen mit demselben Wort angeredet werden („Frau“), das auch als Bezeichnung für ihr biologisches Geschlecht dient, wird für Männer ein sozialer Titel verwendet („Herr“). Bezeichnungen für Frauen und Männer reflektieren den historisch ungleichen Status der Geschlechter. So ist das Wort „Mädchen“ von „Mägdchen“ oder „Magd“ abgeleitet, während „Junge“ und „Knabe“ auf „Junker“ und „Knappe“, die einen höheren sozialen Status als die Magd hatten, zurückzuführen seien.
Gefragt wird in der Feministischen Linguistik auch danach, ob Frauen „in gesprochenen und geschriebenen Texten als eigenständige, gleichberechtigte und gleichwertige menschliche Wesen“ erkennbar sind. Dabei werden Empfehlungen für eine Ausdrucksweise vorgestellt.
Eine Empfehlung besteht darin, Formulierungen zu vermeiden, „die Frauen in stereotypen Rollen und Verhaltensweisen darstellen …“. Beispiel: Die Anrede „Fräulein“ ist ersatzlos zu streichen. Oder „Tennisdamen“ können durchaus auch als „Tennisspielerinnen“ bezeichnet werden.

### Richtlinien für einen geschlechtersensiblen Sprachgebrauch
Die Feministische Linguistik zielt nicht allein auf Beschreibung und Kritik der Sprachsysteme und Sprachnormen, sondern auch auf politisch-gesellschaftliche Veränderungen. Zu Beginn der 1980er Jahre formulierten feministische Sprachwissenschaftlerinnen erstmals Richtlinien für einen geschlechtersensiblen Sprachgebrauch, die an Bildungs- und andere Institutionen verteilt wurden. Zu den dort aufgeführten Empfehlungen gehören unter anderem folgende Punkte:
- Das grammatische Geschlecht (Genus) von Personenbezeichnungen soll entsprechend dem Geschlecht der gemeinten Person (Sexus) formuliert werden. Als Alternative werden vermeintlich geschlechtsneutrale Ersatzformulierungen (z. B. „Lehrkraft“, ein grammatisches Femininum) oder Substantivierungen von Adjektiven oder Partizipien im Plural (z. B. „Studierende“) angeboten.
- Frauen sollen dort, wo sie vorkommen, explizit und an erster Stelle genannt werden. Geschlechtsindefinite Bezeichnungen sollen zweigeschlechtlich formuliert werden.
- Feminine Endungen sollen auch dort gebildet werden, wo dies zu Wort-Neukreationen führt.
- Die Anreden „Dame“ und „Fräulein“ sollen ersatzlos gestrichen werden.
- Formulierungen, in denen Frauen über Männer definiert werden („Herr Müller und Gattin“, „Familie Hans Müller“), sollen vermieden werden.
- Zur Vereinfachung ausgeschriebener Doppelformen wird um 1980 der Gebrauch des Binnen-I empfohlen.

Darüber hinausgehend empfiehlt Friederike Braun als Autorin eines Leitfadens der Landesregierung Schleswig-Holstein, Asymmetrien wie „Weber, Schmidt, Fr. Freitag, Fr. Richter“ sowie das Wort „man“ zu meiden.
Viele dieser Richtlinien werden seit den 1980er Jahren im deutschen Sprachraum angewendet. So gibt es mittlerweile sowohl für Frauen als auch für Männer neue Berufsbezeichnungen, die das biologische Geschlecht der benannten Person berücksichtigen: „Krankenschwester“ wurde so zu „Krankenpfleger/-in“ usw. Das auch unter Feministinnen umstrittene Binnen-I für Fälle, in denen Männer und Frauen gemeint sind, wird in der Schweiz und in Österreich häufiger verwendet. In Deutschland ist dagegen im Zusammenhang mit Berufsbezeichnungen derzeit die Schrägstrichschreibung üblich, teilweise auch Klammerschreibungen, und in anderen Fällen die ausgeschriebene Beidnennung.
Die Richtlinien beziehen sich hauptsächlich auf die Schriftsprache und entsprechend sind Auswirkungen auf die mündliche Rede abseits der direkten Ansprache bisher vergleichsweise gering, vor allem wenn politische Reden, weil sie vorformuliert sind,  als medial mündlich, aber konzeptionell schriftlich betrachtet werden.
Die Linguistin Luise Pusch lehnt auch einen Satz wie: „Mädchen sind die besseren Schüler“ ab, da die Mädchen hier unter das generische Maskulinum subsumiert werden. Diese grammatikalische Form solle durch einen angestrebten Sprachwandel vollständig abgeschafft werden. Die konsequente Nichtbenutzung des generischen Maskulinums bezeichnet Bettina Jobin als „feministischen Imperativ“: „Bezeichne nie eine Frau, einschließlich dir selbst, mit einem grammatischen Maskulinum.“ Bei konsequent angewandter „Geschlechtsneutralität“ könnte der o. g. Satz lauten: „Mädchen sind bessere Schülerinnen, als Jungen Schüler sind.“, „Mädchen sind die besseren SchülerInnen.“, „Mädchen sind die besseren Schüler/-innen.“ oder auch (wenn nicht von Jugendlichen ab 14 Jahren die Rede ist) „Mädchen sind die besseren Schulkinder.“ Wenn jedoch auf Sprachästhetik Wert gelegt und eine Sprachsensibilität angestrebt wird, die allen Geschlechtern gerecht wird, ohne eines davon besonders hervorzuheben, wären Formulierungen wie „Mädchen erbringen bessere schulische Leistungen als Knaben.“ oder „Mädchen sind besser in der Schule.“ angebracht.

## Feministische Konversationsanalyse
In der Konversationsanalyse wird das Gesprächsverhalten von Gruppen oder Personen näher untersucht. Die Feministische Konversationsanalyse konzentriert sich auf die Unterschiede in der Kommunikation von Männern und Frauen. Viele der frühen Untersuchungen in diesem Bereich stammen aus den USA. Untersuchungen aus Europa, Deutschland und der Schweiz beziehen sich sehr oft auf den universitären und den öffentlichen Bereich (öffentliche Diskussionen, Fernsehen). Die wichtigsten Schlussfolgerungen der Studien in diesem Bereich sind – obwohl eine gewisse Entwicklung feststellbar ist – meist ungefähr dieselben: Frauen und Männer haben ein signifikant unterschiedliches Gesprächsregister.
Es ergeben sich folgende Ergebnismuster:
- Frauen wählen öfter als Männer Formulierungen, die ihre Aussagen abschwächen. Dies geschieht einerseits durch den häufigeren Gebrauch von Diminutiven, andererseits durch relativierende Satzanfänge oder -enden.
- Frauen formulieren ihre Aussagen häufiger als Männer in Frageform.
- Frauen benutzen öfter als Männer selbstentwertende Formulierungen.
- Frauen benutzen öfter als Männer indirekte sowie „vermittelnde“, das heißt sich auf den Gesprächspartner beziehende Redewendungen.
- In Gruppen überlassen es Frauen häufiger als Männer ihren Gesprächspartnern, ob diese ein Gesprächsthema aufnehmen und weiterführen.
- Frauen fluchen seltener als Männer. Die dabei gewählten Ausdrücke sind in der Regel milder.
- Frauen benutzen insgesamt einen anderen Wortschatz als Männer. Tendenziell verfügen sie in traditionell weiblichen Bereichen über ein reicheres und präziseres Vokabular, während sie sich in traditionell männlichen Bereichen nur unpräzise ausdrücken können.
- Frauen lassen sich öfter als Männer unterbrechen.
- Häufiger als Männer gehen Frauen auf die Argumente des Gegenübers ein.
- Seltener als Männer unterbrechen Frauen ihren Gesprächspartner.

In gewissen Fällen bedienen sich auch Männer eines „weiblichen“ und Frauen eines „männlichen“ Gesprächsregisters. Dies ist vor allem in Gesprächsgruppen mit starkem Machtgefälle zu beobachten: Einem Vorgesetzten gegenüber wird tendenziell eher ein „weibliches“ Register benutzt, einem Untergebenen gegenüber ein „männliches“.
Wissenschaftlich abgesicherte Erklärungen für das unterschiedliche Kommunikationsverhalten von Frauen und Männern gibt es bisher nicht. Die Feministische Linguistik versucht, das Kommunikationsverhalten einerseits über die geschlechtstypische Sozialisation zu erklären, andererseits über die „defizitäre gesellschaftliche Situation“ von Frauen, nach der Frauen gesellschaftlich eine schwache Position, Männern hingegen eine starke Position zugewiesen würde (Trömel-Plötz).

## Gesellschaftliche Auswirkungen Feministischer Linguistik
Die Aussagen und Resultate der Feministischen Linguistik konnten, wie intendiert, zeitweise eine große öffentliche Resonanz verzeichnen. 20 Jahre nach der Veröffentlichung der in den „Richtlinien für einen nicht-sexistischen Sprachgebrauch“ gemachten Vorschläge werden viele der kritisierten Formulierungen kaum noch genutzt (zum Beispiel gilt das Wort „Fräulein“ heute laut „Duden“ als „veraltet“ oder „veraltend“).
Der Duden hat zum Beispiel erkannt, dass Splitting-Formen oft nicht regelgerecht verwendet werden, und gibt Tipps für den richtigen Umgang mit diesen Formen. Das Binnen-I bewertet er nach wie vor als „rechtschreibwidrig“. Stattdessen wird empfohlen, nach Formulierungen im generischen Neutrum zu suchen. Angestrebt wird dabei eine Schreibweise, die sowohl das Männliche wie auch das Weibliche zugunsten geschlechtsneutraler Grammatik in den Hintergrund treten lässt (z. B. „das Kollegium“ als Ersatz für „die Lehrer“).

## Kritik

### Kritik an Grundannahmen der feministischen Sprachkritik
Die These der feministischen Sprachkritik, dass Veränderungen in der Sprache zu gesellschaftlichen Veränderungen führen würden, wird von verschiedenen Sprachwissenschaftlern als unhaltbar betrachtet. So kritisiert Margarete Jäger im Jahr 2000, die Annahme eines solchen Automatismus erinnere eher „an sprachmagische Vorstellungen vergangener Zeiten, deren Relikte heute noch bei Flüchen und Beschwörungen zu beobachten seien“. Gisela Klann-Delius ist 2008 der Auffassung, die Sprache sei für gesellschaftliche Probleme weder verantwortlich, noch könne sie diese beheben. Ähnlich sieht es Wolfgang Klein, der einwendet, die Rolle der Sprache werde in diesem Zusammenhang „ein bisschen überschätzt“.

### Frauenbenachteiligung und Sprache
Der Literaturkritiker Ulrich Greiner meint 2018, dass die sprachwissenschaftliche Komparatistik keinerlei belastbare Hinweise darauf liefere, dass zwischen Sprache einerseits und Sexismus und Frauenbenachteiligung andererseits tatsächlich ursächliche Zusammenhänge beständen. Viele Sprachen wie etwa das Ungarische oder das Türkische besitzen gar keine grammatischen Mittel, um einen Geschlechterunterschied zu bezeichnen, und trotzdem werden in den Gesellschaften, in denen diese Sprachen gesprochen werden, Frauen benachteiligt. Die Sprachwissenschaftler Josef Bayer und Wolfgang Klein kommen in ihren Analysen zum selben Ergebnis.

### Diskursanalytische Positionen
In der diskursanalytischen Kritik an der Feministischen Linguistik wird die Sensibilisierung gegenüber gesellschaftlichen Machtverhältnissen begrüßt. Aber der Zusammenhang von Sprache und Gesellschaft wird in der Diskursanalyse umfassender gesehen. Idealistische Sprachauffassungen der feministischen Sprachkritik werden abgelehnt. Die damit verbundenen sprachtheoretischen Annahmen führen nach der Ansicht von Kritikern auch zu Fehlern in der Analyse und somit in eine „Sackgasse“ bei dem Versuch, über Sprachkritik die Befreiung der Frau und weitere gesellschaftliche Veränderungen zu erreichen.
 Kritik an einer idealistischen Sprachauffassung
Diskursanalytische Positionen, wie sie beispielsweise die Sprachwissenschaftlerin Margarete Jäger im Jahr 2000 vertritt, kritisieren an der traditionellen feministischen Sprachkritik die idealistische Sprachauffassung. Gemeint ist die sprachwissenschaftliche Vorstellung, dass Sprache die gesellschaftlichen Verhältnisse bestimme. Unter dieser Voraussetzung gehe die feministische Sprachkritik von der Überzeugung aus, dass sich die Gesellschaft verändert, wenn sich die Sprache verändert. Dabei würden zutreffende Phänomene wie die, dass Sprache ein Mittel der Unterdrückung und der Gewalt sein kann, von der feministischen Linguistik zutreffend analysiert. Entscheidend für eine Analyse der Machtwirkung durch sprachliche Mittel sei jedoch der gesellschaftliche Diskurs, der die Einzelnen (Subjekte) so formt, dass sie mit einer „Machtwirkung“ ausgestattet sind. Gegenüber einem ideologischen Sprachverständnis müsse Sprachkritik, die das Reden über Frauen auf seine Machtwirkung hin kritisiert, auch die Diskurse kritisieren, die von der gesellschaftlichen Realität bestimmt sind und diese Realität gleichzeitig bestimmen. Jäger fasst zusammen: „Diese feministischen Linguistinnen thematisieren somit das Verhältnis Sprache und Realität zwar durchaus in der Weise, daß die Realität das eigentlich Veränderungsbedürftige ist. Doch sie verdrehen dieses Verhältnis schließlich, indem sie einen anderen Sprachgebrauch bereits als Veränderung der kritisierten Realität ansehen.“
 Sprachnorm und Sprachsystem
Kritisiert wird von der diskursanalytischen Seite laut auch das häufige Ineinssetzen von Sprachnormen und Sprachsystem in der Feministischen Linguistik. Laut Margarete Jäger zeige erst eine deutliche Trennung die unterschiedlichen Voraussetzungen für eine Veränderung auf: „Änderungen der Sprachnorm können durch Verhaltensänderungen von der Basis her bewirkt werden, da die Regeln der Sprachnorm wenig fest sind. Veränderungen des Sprachsystems bedeuten Veränderungen der Sprache als solcher und stellen somit eine Herausforderung der gesamten sogenannten Sprachgemeinschaft dar.“
 Gesellschaftliches Machtgefüge
Gegenüber traditionellen Formen der Feministischen Linguistik wird in der Diskursanalyse auf die Bedeutung des Zusammenwirkens mehrerer Machtwirkungen hingewiesen, die die gesellschaftliche Realität und Handlungsposition des einzelnen Mannes wie der einzelnen Frau mitbewirken. Entsprechend gibt es nach Margarete Jäger „nicht allein Dominanzen zwischen Männern und Frauen […] sondern auch zwischen verschiedenen Schichten, zwischen Generationen, zwischen Kranken und Gesunden sowie zwischen Angehörigen verschiedener Herkunftsgruppierungen, sogenannter Ethnien.“